# 伝奇集
『伝奇集』（でんきしゅう、Ficciones）は、アルゼンチンの作家ホルヘ・ルイス・ボルヘスの代表的短編集。スペイン語小説集。1944年刊行。元は1941年の『八岐の園』（やまたのその）と1944年の『工匠集』（こうしょうしゅう）の2篇だったものをまとめたもの。『八岐の園』9編と『工匠集』10編を合わせて全19篇の作品からなる
八岐の園のプロローグには有名な言葉:
数分で語り尽くせる着想を五百ページに渡って展開するのは労のみ多くて功少ない狂気の沙汰である。よりましな方法は、それらの書物がすでに存在すると見せかけて、要約や注釈を差しだすことだ
が語られている。すなわちボルヘスは引用という行為自体が、引用元の内容の有無に関係なくそれ自身である程度の意味を持つという認識に初めて至り、新しい形の創作を生んだのである。これについてウンベルト・エーコは「ボルヘスはハイパーテキストを先取っていた」と述べている。

## 収録作品
- 八岐の園
  - プロローグ
  - トレーン、ウクバール、オルビス・テルティウス
  - アル・ムターシムを求めて（英語版）
  - 『ドン・キホーテ』の著者、ピエール・メナール
  - 円環の廃墟（英語版、スペイン語版）
  - バビロニアのくじ（英語版）
  - ハーバート・クエインの作品の検討
  - バベルの図書館
  - 八岐の園（英語版）
- 工匠集
  - プロローグ
  - 記憶の人、フネス
  - 刀の形（英語版）
  - 裏切り者と英雄のテーマ（英語版）
  - 死とコンパス（英語版）
  - 隠れた奇跡（英語版）
  - ユダについての三つの解釈（英語版）
  - 結末（英語版）
  - フェニックス宗（英語版）
  - 南部（英語版）

## 日本語訳
- J. L. ボルヘス 著、鼓直 訳『伝奇集』岩波書店〈岩波文庫〉、1993年11月。ISBN 9784003279212。
  - 書籍紹介 : “伝奇集”. 岩波書店. 2022年5月9日閲覧。
  - 旧版 : ホルヘ・ルイス・ボルヘス 著、鼓直 訳『伝奇集』福武書店、1990年11月。ISBN 4-8288-4012-5。OCLC 673163398。

### 関連出版
- 『ボルヘス　伝奇集、エル・アレフ ほか』篠田一士訳、集英社「ラテンアメリカの文学」、1984年／グーテンベルク21 (電子書籍)、2017年。別訳版
- 今福龍太『ボルヘス伝奇集　迷宮の夢見る虎』慶應義塾大学出版会、2019年。ISBN 9784766425628。作品論